# Cecilia Colledge
Magdalen Cecilia Colledge (Londra, 28 novembre 1920 – Cambridge, 12 aprile 2008) è stata una pattinatrice artistica su ghiaccio britannica, campionessa mondiale ed europea nel singolo donne negli anni 1930.
Fu la concorrente più giovane nella storia dei Giochi olimpici invernali, la prima donna ad eseguire un salto doppio in competizione, e l'inventrice di elementi quali il salto Colledge, la trottola rovesciata e la trottola angelo.

## Biografia
Colledge iniziò a praticare pattinaggio di figura dopo aver visto Sonja Henie gareggiare e vincere il suo secondo titolo mondiale al campionato del mondo femminile che si svolse al Westminster Ice Club di Londra nel 1928. Nel 1932, a soli undici anni, partecipò alle Olimpiadi di Lake Placid classificandosi all'ottavo posto su quindici concorrenti nel concorso individuale femminile, dietro alla connazionale e coetanea Megan Taylor. Magdalen Colledge (il nome con cui compare nel Rapporto Olimpico Ufficiale) era la più giovane delle due, e detiene tuttora il record della più giovane partecipante ai Giochi olimpici invernali, a 11 anni e 75 giorni. 
L'anno dopo Cecilia Colledge (il nome con cui compare negli albi d'oro dell'International Skating Union) vinse la sua prima medaglia internazionale, l'argento ai campionati europei, dietro a Sonja Henie, la pattinatrice norvegese che dominò la specialità fino al 1936, quando si ritirò dalle competizioni per passare al professionismo. Fino ad allora, tutte le altre pattinatrici si dovettero accontentare di gareggiare per il secondo e il terzo posto. Durante l'era Henie, Colledge vinse quattro argenti (due agli europei, uno ai mondiali, uno alle Olimpiadi del 1936) e una medaglia di bronzo (agli europei). A livello nazionale, la sua rivale sportiva fu sempre Megan Taylor, con cui si spartì i titoli nazionali degli anni 1930.
Dopo il ritiro della campionessa norvegese, nel 1937 Colledge vinse sia il titolo europeo sia il titolo mondiale. Quell'anno riuscì a eseguire in competizione un doppio salchow, il primo salto doppio nella storia del pattinaggio femminile. L'anno dopo ai mondiali fu argento, battuta da Megan Taylor, mentre si confermò campionessa europea sia nel 1938 sia nel 1939. 
Lo scoppio della Seconda guerra mondiale fermò le competizioni sportive. Nel dopoguerra Cecilia Colledge tornò alle gare, vincendo il primo campionato nazionale post-bellico nel 1946. Passò poi al professionismo, esibendosi in spettacoli e riviste sul ghiaccio e vincendo i campionati professionistici open britannici nel 1947 e nel 1947. In seguito si trasferì negli Stati Uniti dove lavorò a lungo come istruttrice e allenatrice.
Oltre ad aver eseguito per prima un salto doppio, Cecilia Colledge introdusse nuovi elementi nel pattinaggio di figura. Presentò una variante dell'Axel con atterraggio sul filo interno dietro del piede di partenza, una sorta di axel su un piede solo che è a volte chiamato Colledge (soprattutto nel pattinaggio artistico su rotelle) in suo onore. Fu anche l'inventrice della trottola rovesciata (layback spin) e della trottola angelo (camel spin).
Nel 1980 venne inserita nella World Figure Skating Hall of Fame, la hall of fame internazionale del pattinaggio di figura.

## Palmarès
| Internazionali            | Internazionali | Internazionali | Internazionali | Internazionali | Internazionali | Internazionali | Internazionali | Internazionali | Internazionali |
| Evento                    | 1932           | 1933           | 1934           | 1935           | 1936           | 1937           | 1938           | 1939           | 1946           |
| ------------------------- | -------------- | -------------- | -------------- | -------------- | -------------- | -------------- | -------------- | -------------- | -------------- |
| Giochi olimpici invernali | 8°             |                |                |                | 2°             |                |                |                |                |
| Campionati mondiali       | 8°             | 5°             |                | 2°             |                | 1°             | 2°             |                |                |
| Campionati europei        |                | 2°             |                | 3°             | 2°             | 1°             | 1°             | 1°             |                |
| Nazionali                 |                |                |                |                |                |                |                |                |                |
| Campionati britannici     | 2°             | 2°             | 2°             | 1°             | 1°             | 1°             | 1°             | 1°             | 1°             |